# Lyndon B. Johnson
Lyndon Baines Johnson, ofta kallad LBJ, född 27 augusti 1908 i Stonewall i Texas, död 22 januari 1973 nära Stonewall i Texas, var USA:s 36:e president åren 1963 till 1969, en befattning han tillträdde efter att han tjänstgjort som USA:s 37:e vicepresident under åren 1961 till 1963. Han är en av endast fyra personer som tjänstgjort i alla fyra valda federala ämbeten i USA: representanthusledamot, senator, vicepresident och president.
Johnson, en sydstatsdemokrat, tjänstgjorde som representanthusledamot från Texas 1937–1949 och som senator 1949–1961, varav sex år som senatens majoritetsledare, två som senatens minoritetsledare och två som senatens majoritetsinpiskare. Efter en misslyckad kampanj för den demokratiska utnämningen 1960 tillfrågades Johnson av John F. Kennedy om att vara dennes vicepresidentkandidat för presidentvalet 1960.
Johnson övertog presidentposten efter mordet på John F. Kennedy den 22 november 1963, avslutade Kennedys ämbetsperiod och valdes till president på egna meriter efter att med bred marginal ha besegrat Barry Goldwater i presidentvalet 1964. Johnson hade starkt stöd från Demokratiska partiet och som president var han ansvarig för utformningen av ”Great Society”-lagstiftning som inkluderade lagar som upprätthöll medborgerliga rättigheter, Public Broadcasting, Medicare, Medicaid, miljöskydd, stöd till utbildning och hans ”krig mot fattigdom”. Han var känd för sin dominerande personlighet och sin s.k. ”Johnson treatment”, hans metod för att tvinga mäktiga politiker att främja vissa lagförslag. 
Johnson eskalerade den amerikanska inblandningen i Vietnamkriget, från 16 000 amerikanska rådgivare/soldater 1963 till 550 000 stridande trupper i början av 1968, då amerikanska dödsoffer skjutit i höjden och fredsprocessen kört fast. Medverkan i kriget stimulerade en stor antikrigsrörelse baserad särskilt på universitetscampus i USA och utomlands. Sommarupplopp bröt ut i de flesta större städer efter 1965 och kriminaliteten sköt i höjden, och hans motståndare började höja politiska krav på ”lag och ordning”. Det demokratiska partiet delades i flera stridande fraktioner och efter att Johnson lyckats dåligt i primärvalet 1968 i New Hampshire avslutade han sin kampanj för omval.  Vicepresidenten Hubert Humphrey valdes som ersättare som presidentkandidat.  Hubert Humphrey förlorade presidentvalet mot republikanen Richard Nixon. Historiker hävdar att Lyndon Johnson markerade toppen av den moderna liberalismen i USA efter New Deal-eran. Johnsons insatser har blivit positivt värderade av några historiker på grund av hans inrikespolitik.

## Uppväxt

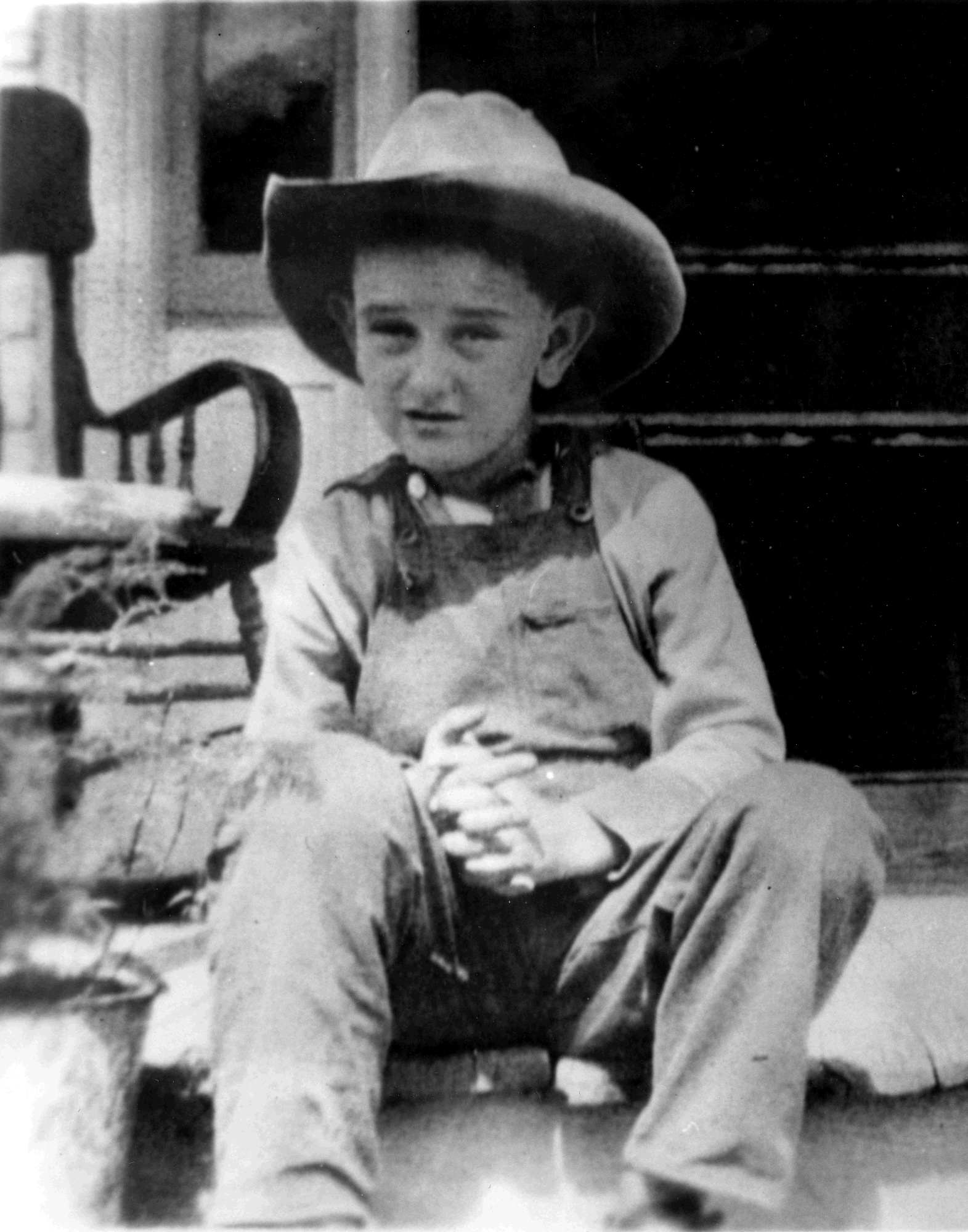
En bild av Lyndon Johnson 1915 i hans familjs hem i Texas Hill Country nära Stonewall och Johnson City.

Lyndon Baines Johnson föddes i Stonewall i Texas den 27 augusti 1908 på en liten bondgård vid floden Pedernales. Hans föräldrar, Samuel Ealy Johnson, Jr. och Rebecka Baines hade tre flickor och två pojkar: Johnson och hans bror, Sam Houston Johnson (1914–1978), och systrarna Rebekah (1910–1978), Josefa (1912–1961) och Lucia (1916–1997). Den närliggande lilla staden Johnson City i Texas fick sitt namn efter Johnsons fars kusin, James Polk Johnson, vars förfäder hade flyttat västerut från Georgia. Familjen Johnson hade skotsk-irländska och engelska anor. I skolan var Johnson en besvärlig och pratsam yngling. Han valdes i 11:e klass till klasspresident. Han utexaminerades från Johnson City High School 1924 efter deltagit i offentligt tal, debatt och baseball.
Johnson härstammade på mödernet från pionjären och den baptistiska prästen George Washington Baines, som var pastor i åtta kyrkor i Texas och andra i Arkansas och Louisiana. Baines var också ordförande vid Baylor University under det amerikanska inbördeskriget. George Baines var farfar till Johnsons mor, Rebekah Baines Johnson (1881–1958).
Johnsons farfar Samuel Ealy Johnson, Sr. växte upp som baptist. Därefter, i hans tidiga vuxna ålder, blev han medlem av den Kristna Kyrkan (Kristi Lärjungar). Senare i hans liv blev farfadern kristadelfian. Johnsons far gick också med i kristadelfianska kyrkan mot slutet av sitt liv. Senare, som politiker, påverkades Johnson i sin positiva inställning till judar av den religiösa tro som hans familj, speciellt hans farfar, hade haft (se Operation Texas).
År 1926 påbörjade Johnson studier vid Southwest Texas State Teachers' College (numera Texas State University–San Marcos). Han arbetade sig igenom skolan, deltog i debatter och skolpolitiken och redigerade skoltidningen The College Star, numera känd som The University Star. Han hoppade av skolan 1927 och återvände ett år senare och tog examen 1930. Collegeåren förfinade hans övertalningsförmåga och politiska organisationsförmåga. År 1927 undervisade Johnson mestadels mexikanska barn vid Welhausen School i Cotulla, 144 km söder om San Antonio i La Salle County. År 1930 undervisade han vid Pearsall High School i Pearsall i Texas, och tog efteråt en position som offentlig talare vid Sam Houston High School i Houston. När han återvände till San Marcos år 1965, efter att ha undertecknat Högskolelagen, såg Johnson tillbaka:
"Jag skall aldrig glömma ansiktena på pojkarna och flickorna vid den lilla mexikanska skolan Welhausen, och jag minns till och med ännu smärtan av att inse och veta då att college var stängt för praktiskt taget vartenda ett av dessa barn eftersom de var för fattiga. Och jag tror att det var då jag bestämde mig för att denna nation aldrig skulle kunna vila medan dörren till kunskap förblev stängd för någon amerikan."

## Politisk karriär

### Kongressen
Lyndon B. Johnson blev ledamot av representanthuset år 1937. Han ställde 1941 upp i valet till senaten mot den sittande guvernören i Texas, W. Lee O'Daniel, men förlorade. Han ställde upp igen 1948, valdes och blev senator 1949. 
1953 valdes han till ledare för den demokratiska minoriteten i senaten. Han är fortfarande den person som snabbast har gått från nyvald senator till gruppledare i senaten. Johnson blev gruppledare efter bara sex år, en mandatperiod. Samma år blev han omvald och eftersom demokraterna fick majoritet, blev han även majoritetsledare, den mest inflytelserika befattningen i senaten.
En viktig faktor till Johnsons snabba framgångar i kongressen var hans goda relation med president Franklin D. Roosevelt. Johnson imponerade på Roosevelt när denne jobbade som kampanjchef under valet till kongressen 1940. Demokraterna föväntade sig att förlora mandat men Lyndon lyckades istället se till att demokraterna vann sex mandat. Detta medförde att Roosevelt öppet började stödja Johnson när denne kandiderade till senaten.

### Ämbetstiden som vicepresident
År 1960 ställde han upp i presidentvalet men John F. Kennedy blev i stället demokraternas kandidat. När denne blivit vald till presidentkandidat erbjöd han Johnson att bli sin vicepresidentkandidat, som Johnson, mot Kennedys förmodan, accepterade. Johnson var vicepresident från den 20 januari 1961 till den 22 november 1963 då president Kennedy blev mördad. Som vicepresident hade han litet inflytande.

### Ämbetstiden som president
Johnson svor presidenteden ombord på flygplanet Air Force One, på Loveflygplatsen i Dallas, klockan 20:38 (svensk tid) den 22 november 1963, efter att det bekräftats att Kennedy var död. Johnson vann sedan det påföljande presidentvalet 1964 med 61 procent av folkets röster, och 486 av de 538 elektorsrösterna, den största segern sedan Franklin D. Roosevelts 1936. Detta skedde dels tack vare att minnet av president Kennedy fortfarande var levande – det var bara ett år efter mordet – dels att motkandidaten Barry Goldwater var alltför konservativ och fortfarande stödde segregationen mellan den svarta och den vita befolkningen. Goldwater fick därför endast stöd i den djupa södern och vann knappt sin hemstat Arizona, medan Johnson fick stöd av resten av landet.

#### Sociala reformer
President Johnson stärkte de mänskliga och sociala rättigheterna i USA och genomförde många sociala reformer, bland annat Medicaid- och Medicare-försäkringarna 1965. Den 9 september 1965 inrättade han USA:s bostads- och stadsplaneringsdepartement.
Johnson införde de hårdaste vapenlagarna i USA:s historia 1968.

#### Vietnamkriget
Mot sitt löfte under valkampanjen 1964 ökade Johnson successivt USA:s engagemang i kriget mellan Sydvietnam och Nordvietnam från några tiotal tusen ”rådgivare” åt Sydvietnam 1964 till över 500 000 man år 1969, varav de flesta var stridande. Som skäl till det ökade engagemanget angav han nordvietnamesiska patrullbåtars eldgivning mot amerikanska krigsfartyg i Tonkinbukten utanför Nordvietnam. Den så kallade Tonkinresolutionen som antogs av kongressen gav presidenten möjlighet att fatta militära beslut utan att tillfråga kongressen. USA blev därmed en mycket aktiv part i Vietnamkriget, vilket minskade Johnsons popularitet i hög grad på grund av stora amerikanska förluster. Under Vietnamkriget dödades över 50.000 amerikaner och över 300 000 sårades. De sista amerikanska trupperna skulle inte lämna Sydvietnam förrän Gerald R. Ford blev president på 1970-talet.

### Slutet på karriären
Johnson valde, efter att med oväntat liten marginal ha vunnit det första primärvalet, att dra tillbaka sin kandidatur i valet 1968. Han ville inte splittra nationen på grund av kriget och dessutom hade hans eget parti delats mellan fyra kandidater, vilket gjorde det mindre troligt att han skulle vinna partiets kandidatur. Det var John F. Kennedys bror Robert Kennedy som fångade upp de unga och minoriteterna, men han blev mördad, som sin bror, efter att ha vunnit primärvalet i Kalifornien. Eugene McCarthy var den stora antikrigskandidaten som också fångade upp stort stöd och slutligen George Wallace som hade en segregationskampanj och hade starkt stöd i södern. Efter att Johnson hade dragit sig ur valde hans vicepresident Hubert H. Humphrey att driva en kampanj för att vinna partiets kandidatur. Efter Kennedys död och att Wallace hade lämnat det demokratiska partiet för att föra en självständig kampanj, vann Humphrey kandidaturen. I valet sedan förlorade Humphrey efter att Wallace attraherat många väljare. Det gjorde att Johnson efterträddes som president den 20 januari 1969 av Richard Nixon. Han var vicepresident innan Johnson blev det 1961 och var även Kennedys republikanska motkandidat 1960 och hade också lyckats vinna kandidaturen 1968.
Johnson dog den 22 januari 1973 i en hjärtinfarkt. Han fick en statsbegravning två dagar senare. Han är begravd på sin ranch i Texas.

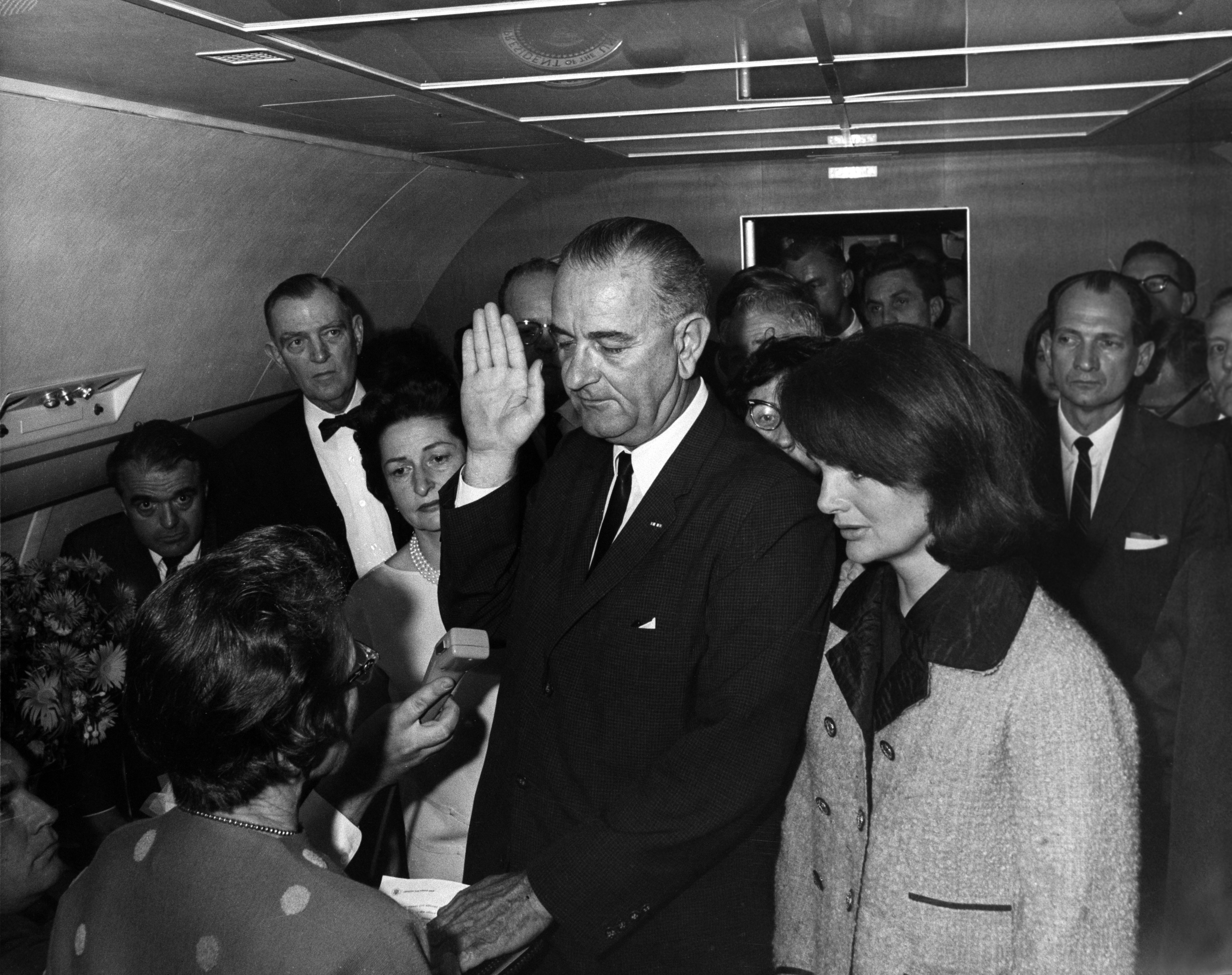
Johnson svär presidenteden ombord på Air Force One den 22 november 1963. Till höger står den mördade presidenten John F. Kennedys änka Jacqueline.

## Utnämningar till högsta domstolen
Johnson utnämnde följande domare till USA:s högsta domstol:
- Abe Fortas, 1965 (utnämnd till chefsdomare 1968 av president Johnson, men utnämningen drogs tillbaka efter hårt motstånd i senaten)
- Thurgood Marshall, 1967 (första afroamerikanen)